# Jimmy Windeskog
Jimmy Sten Windeskog, född 5 december 1974 i Täby, Stockholms län, död 10 februari 2017 i Nynäshamns distrikt, Stockholms län, var en svensk politiker som representerade Sverigedemokraterna och Nationaldemokraterna. Han var även chefredaktör för den högerextrema veckotidningen Nationell Idag.

## Biografi
Windeskog var ordförande i Sverigedemokratisk Ungdom 1996–2000. Mellan 2000 och 2003 var han redaktör för partiets medlemstidning SD-Bulletinen samt partisekreterare mellan åren 2001 och 2003 . Efter valet 2002 blev han ansvarig för partiets kommunalpolitik och invaldes samtidigt i kommunfullmäktige i Trollhättan. 2004 avsade han sig fullmäktigeplatsen i Trollhättan och flyttade till Borlänge.[källa behövs] Han har skrivit en rad böcker och skrifter, bland annat häftet "Nationalism i ett land" som gavs ut 2000.
Sverigedemokraternas partistyrelse beslöt den 13 november 2005 att utesluta Windeskog ur partiet, sedan denne kritiserat vice partiordföranden Tony Wiklander för att ha en internationellt adopterad dotter och därmed förstärkt det mångkulturella samhället. Windeskog menade att han endast följde partiets principprogram och att personer i partistyrelsen hade gjort sig skyldiga till mer allvarliga övertramp. I en intervju i Sydsvenskan den 28 oktober 2005 förklarade Windeskog sin kritik med att Wiklanders adoption skulle ha förstärkt det mångkulturella samhället i och med att "Det är människorna som skapar kulturen. Och det finns grundläggande olikheter mellan olika folkslag." På följdfrågan "vilka är skillnaderna" skulle han ha svarat "Jag har inte de biologiska kunskaperna att gå in på det. Men den svenska kulturen skulle inte kunna ha uppstått i Afrika. Det finns en skillnad."
I april 2006 gick Windeskog över till Nationaldemokraterna som lades ner 2014.